# Mary McLeod Bethune
Mary Jane McLeod Bethune (Mayesville, 10 luglio 1875 – Daytona Beach, 18 maggio 1955) è stata un'educatrice e imprenditrice statunitense, leader dei diritti civili e nota per la creazione di una scuola per studenti afroamericani a Daytona Beach (Florida), che poi diventò la Bethune-Cookman University e per essere stata un consulente del presidente Franklin D. Roosevelt.
Nacque nella Carolina del Sud da genitori poveri che erano stati schiavi; doveva lavorare nei campi all'età di cinque anni ma mostrò un precoce interesse per la sua istruzione. Con l'aiuto di benefattori, frequentò il college nella speranza di diventare missionaria in Africa. Quando questo non si poté concretizzare, aprì una scuola per ragazze afroamericane a Daytona Beach. Iniziò con sei studenti, che poi aumentarono, si associò con un istituto per ragazzi afroamericani, che diventò poi la Bethune-Cookman School. La qualità della scuola superava di gran lunga gli standard di istruzione per gli studenti afroamericani e rivaleggiava con quelli delle scuole per gli studenti bianchi. La Bethune lavorò instancabilmente per garantire il finanziamento della scuola, e la usò come una vetrina per visitatori e benefattori, mostrando come poteva essere l'istruzione degli afroamericani. Fu presidente del college dal 1923-1942 e dal 1946 al 1947; fu una delle poche donne al mondo che, a quel tempo, dirigeva un college.
La Bethune fu anche attiva nei circoli femminili, e la sua direzione permise loro di diventare importanti a livello nazionale. Lavorò per l'elezione di Franklin D. Roosevelt nel 1932, e divenne un membro del Black Cabinet di Roosevelt nel 1936, occupandosi degli interessi delle persone di colore durante la sua amministrazione, mentre diffondeva il messaggio di Roosevelt tra i neri che erano stati elettori tradizionalmente repubblicani. Alla sua morte l'editorialista Louis E. Martin disse: "Ha distribuito fede e speranza, come se fossero pillole e lei una sorta di medico".
La sua casa a Daytona Beach è un National Historic Landmark.
La sua casa a Washington, vicina alla rotonda detta Logan Circle è conservata dal National Park Service come un sito storico nazionale,
e una scultura che la rappresenta si trova al Lincoln Park di Washington, DC.

## Gli anni della giovinezza

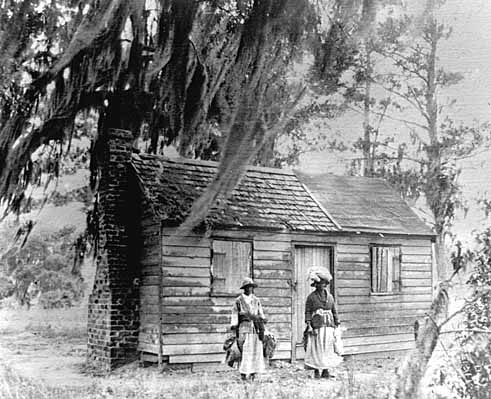
La capanna di legno a Mayesville dove è nata Mary McLeod.

Mary Jane McLeod nacque vicino a Mayesville, Carolina del Sud, in una fattoria dove si coltivavano riso e cotone, in una piccola capanna di tronchi, quindicesima dei diciassette figli di Samuel McLeod e Patsy McIntosh, entrambi ex schiavi.
La maggior parte dei suoi fratelli nacquero schiavi. Sua madre lavorava per il suo ex proprietario e suo padre coltivava cotone vicino ad una grande casa che chiamavano "The Homestead".
Dopo aver dimostrato il desiderio di imparare a leggere e scrivere, la McLeod frequentò una scuola costituita da una sola stanza a Mayesville, la Trinity Mission School, gestita dalla Presbyterian Board of Missions for Freedmen. La sua insegnante, Emma Jane Wilson, divenne un'importante guida nella sua vita.
La Wilson, che aveva frequentato lo Scotia Seminary (oggi Barber-Scotia College),
riuscì a far iscrivere alla stessa scuola con una borsa di studio la McLeod negli anni 1888-1894.
Frequentò poi il Dwight L. Moody's Institute for Home and Foreign Missions di Chicago (ora Moody Bible Institute), sperando di diventare missionaria in Africa. Tuttavia, le fu detto che non poteva partire perché i missionari neri non erano richiesti, così invece pensò di dedicarsi all'insegnamento.
Sposò Albertus Bethune nel 1898 e successivamente vissero a Savannah, in Georgia per un anno, mentre lei faceva lavori di utilità sociale. Fu convinta dopo un incontro con un ministro presbiteriano di nome Harold Coyden Uggams (nonno dell'attrice e cantante Leslie Uggams) a trasferirsi a Palatka, in Florida, per condurre una scuola della missione.
Così fece nel 1899 e iniziò ad aiutare i carcerati e a dirigere la scuola della missione. Albertus lasciò la famiglia nel 1907 senza chiedere il divorzio e si trasferì nella Carolina del Sud. Morì nel 1918.

## Carriera come educatrice

### Gli inizi con Lucy Craft Laney
La prima occupazione della Bethune fu l'insegnamento per un breve periodo nella sua ex scuola elementare di Sumter County. Nel 1896 iniziò a insegnare all'Haines Normal and Industrial Institute di Augusta, in Georgia,
istituto che faceva parte di una missione presbiteriana. Era stato fondato e gestito da Lucy Craft Laney che insegnò alla Bethune le basi della sua pedagogia. La Laney era una ex schiava e conduceva la sua scuola con uno zelo missionario cristiano, dando importanza al carattere e all'educazione pratica delle ragazze, ma accettava anche i ragazzi che salivano le scale della sua scuola desiderosi di imparare. la Laney cercava di stimolare i neri a superare il loro senso di "vergogna e di colpa", con l'educazione cristiana. La Bethune trascorse solo un anno nella scuola della Laney, ma raccontò la sua esperienza: "ero così impressionata dal suo coraggio, dal suo sorprendente tatto in ogni situazione, da un'energia che sembrava inesauribile e dalla sua grande capacità nell'ottenere il rispetto e l'ammirazione dei suoi studenti e di tutti quelli che la conoscevano. Gestiva il suo carisma in modo magistrale".
La Bethune fu influenzata profondamente dalla Laney e adottò molte delle sue filosofie educative cercando di migliorare le condizioni della popolazione nera, educando soprattutto le donne: "Credo che la più grande speranza per lo sviluppo della mia razza sta nell'istruire le nostre donne in modo accurato ma anche nelle mansioni pratiche".
Dopo un anno alla Haines, la Bethune fu trasferita al Kindell Institute di Sumter, South Carolina, dove conobbe suo marito.

### La scuola a Daytona

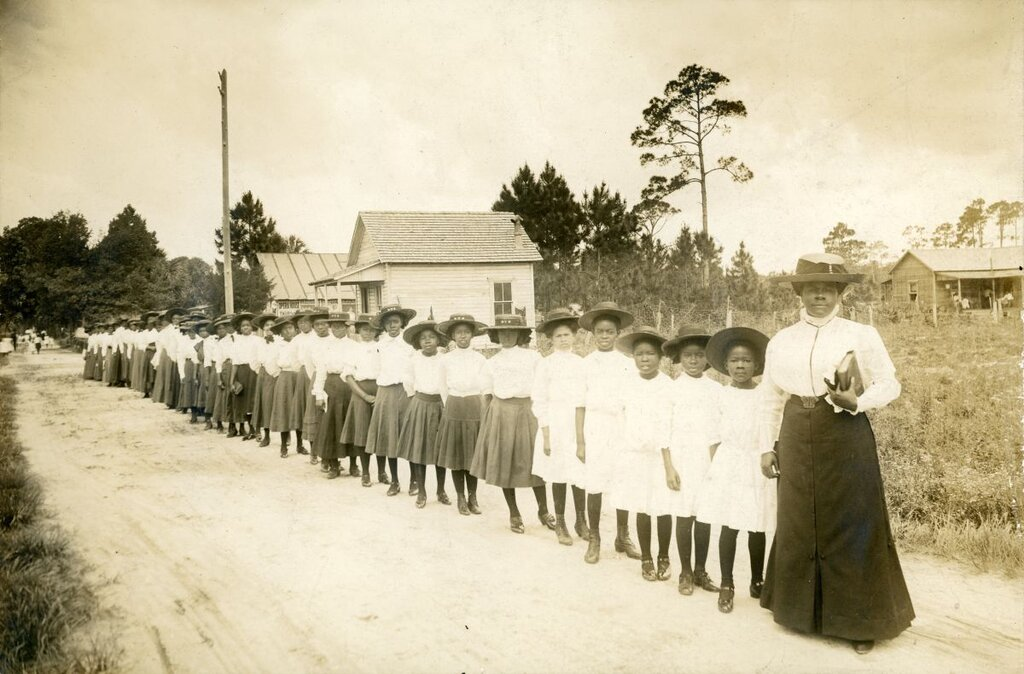
Mary McLeod Bethune con le alunne del Literary and Industrial Training School for Negro Girls in Daytona (1905 circa).

Nel mese di ottobre 1904, affittò una piccola casa per 11 dollari al mese, facendo banchi e cattedre con casse di recupero e facendosi regalare altri mobili. In quell'anno la Bethune con 1,50 dollari avviò la Literary and Industrial Training School for Negro Girls a Daytona. Aveva sei studenti: cinque ragazze di età compresa tra i 6 e i 12 anni e suo figlio Albert. La Bethune aveva scelto Daytona, perché offriva maggiori opportunità economiche di Palatka: Daytona era diventata una popolare destinazione turistica. La scuola confinava con la discarica di Daytona, e la Bethune, i genitori e i membri della chiesa raccoglievano soldi facendo torte di patate dolci, gelati, pesce fritto e vendendoli agli operai edili. L'inchiostro per penne veniva fatto col succo di sambuco, le matite con legno bruciato, e chiedevano in dono i mobili alle fabbriche del luogo. Bethune scrisse più tardi: "Ho considerato il denaro come la più piccola parte delle mie risorse. Ho avuto fede nell'amore di Dio, fiducia in me stessa e desiderio di rendermi utile".
La scuola ricevette donazioni di denaro, attrezzature e manodopera locale da chiese nere. La Bethune blandì anche ricche organizzazioni di bianchi come le signore del Palmetto Club e chiese a potenti uomini bianchi di sedere nel consiglio della scuola; questi includevano James Gamble (fondatore della Procter & Gamble) e Thomas White (della White Sewing Machine Company). Una visita nel 1912 a Booker T. Washington contribuì a convincerla dell'importanza di fare appello a benefattori bianchi.
La Bethune era andata in precedenza ad incontrare Washington nel 1896 ed era stata colpita dalla sua confidenza con i suoi benefattori. In seguito aveva ricordato un sogno in cui Washington le mostrava un fazzoletto sporco e le tirava da un grosso diamante dicendo: "Ecco, prendi questo e costruisci la tua scuola".
Il piano di studi presso la scuola era improntato ad una rigorosa vita cristiana, le ragazze si alzavano alle 5:30 del mattino per lo studio della Bibbia, seguivano lezioni di economia domestica ed altre competenze industriali come sartoria, modisteria, cucina e altri mestieri che dovevano permettere loro una vita autosufficiente. La giornata degli studenti terminava alle 9 di sera. Presto vennero aggiunti corsi di scienze ed economia, poi corsi di scuola superiore di matematica, inglese e lingue straniere.

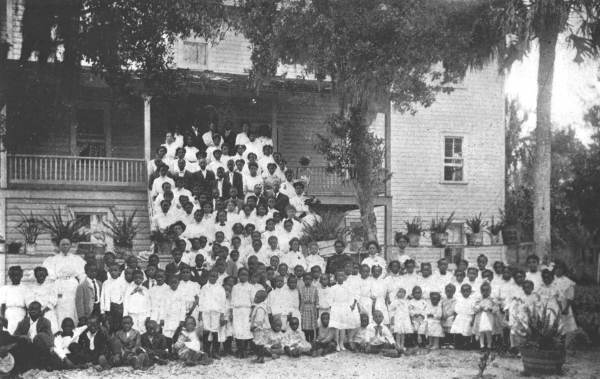
Foto di gruppo di studenti della Literary and Industrial Training School for Negro Girls (1919 circa).

Nel 1910, le iscrizioni della scuola salirono a 102, la maggior parte di loro erano convittori.
Il successo della scuola era misurato dalla crescita delle iscrizioni, aggiunta di corsi di istruzione superiore, e il valore della scuola raggiunse i 100 000 dollari nel 1920, con 351 studenti iscritti.
La Bethune ribattezzò la scuola Daytona Normal and Industrial Institute e incluse corsi di preparazione per gli insegnanti, perché era difficile trovare personale docente per la scuola. La scuola si fuse con il Cookman Institute for Men di Jacksonville, in Florida e divenne una scuola di coeducazione nel 1923 e il valore degli otto edifici della scuola fu rivalutato a 250 000 dollari. Il curriculum del Bethune-Cookman School rivaleggiava con la scuola per soli bianchi Daytona High School. Alla Daytona Colored Public School i corsi giungevano però solo alla terza media fino a dopo il 1920. Un funzionario del General Education Board osservò che "Daytona è probabilmente la migliore scuola per neri in Florida".
Tuttavia, la Bethune riteneva necessario cercare continuamente altri finanziamenti; quasi ovunque andasse nei suoi viaggi chiedeva contributi per la scuola. Ebbe una donazione da John D. Rockefeller nel 1905 per 62 000 dollari, dopo aver fatto amicizia con Roosevelt. Durante la Grande depressione, la scuola fu in grado di funzionare mantenendosi all'altezza degli standard educativi dello Stato della Florida. Dal 1936 al 1942 lavorò solo part-time in qualità di presidente del college perché aveva impegni a Washington, DC anche se la sua assenza portò ad un calo dei finanziamenti.
Nel 1942 la Bethune fu costretta a rinunciare alla presidenza della scuola perché cominciava ad avere problemi di salute.

## Carriera come leader pubblico

### National Association of Colored Women
Nel 1896 la National Association of Colored Women (NACW) venne costituita per promuovere le duplici esigenze delle donne nere. (razzismo nei confronti dei neri e discriminazione femminile) La Bethune divenne presidente della sezione della Florida del NACW dal 1917 al 1925 e fu per lei una missione registrare il maggior numero possibile di elettori neri, il che provocò diverse intimidazioni da parte del Ku Klux Klan.

La Bethune fu eletta presidentessa dei Southeastern Federation of Colored Women's Clubs dal 1920 al 1925, un'organizzazione che voleva fare sentire la voce delle donne nere perché avessero migliori opportunità. La sua presenza all'interno dell'organizzazione le ha valso la presidenza nazionale della NACW nel 1924. Nonostante la NACW non fosse dotata di fondi sufficienti, la visione della Bethune dell'organizzazione di avere un quartier generale con un segretario esecutivo professionale si concretizzò sotto la sua leadership quando l'organizzazione acquistò una proprietà a Washington DC al 1318 Vermont Avenue (con la metà del mutuo pagato). Poco prima di lasciare la presidenza della NACW, vide l'organizzazione essere rappresentata per la prima volta da persone di colore a Washington, DC.
Fu invitata a partecipare alla Child Welfare Conference, convocata dal Presidente Calvin Coolidge nel 1928. Nel 1930 Herbert Hoover la convocò alla White House Conference on Child Health.

### National Council of Negro Women
La Bethune fondò nel 1935 il National Council of Negro Women (NCNW) a New York riunendo 28 organizzazioni differenti per formare un'associazione allo scopo di migliorare la qualità della vita delle donne e delle loro comunità. Sull'organizzazione, la Bethune dichiarò: "È nostro impegno dare un contributo duraturo a tutto quello che è più bello e migliore in America, per curare e arricchire il suo patrimonio di libertà e di progresso, lavorando per l'integrazione di tutte le persone indipendentemente da razza, credo o origine nazionale, nella vita spirituale, sociale, culturale, civile ed economica, e quindi aiutarla ad ottenere un glorioso destino di democrazia vera e senza restrizioni".
Nel 1938, l'NCNW ospitò la White House Conference on Negro Women and Children dove le donne di colore erano significativamente rappresentate in incarichi democratici. Venne rivendicato un ruolo maggiore per le donne nere negli incarichi di ufficiale militare nei Corpi femminili dell'Esercito durante la seconda guerra mondiale.

### National Youth Administration
La National Youth Administration (NYA) era un'agenzia federale creata con il sostegno della Works Progress Administration (WPA). Il suo scopo era quello di fornire programmi per dare aiuto e occupazione ai giovani. Era rivolta ai cittadini di età compresa tra i 16 e i 25 anni che non frequentavano più la scuola e non avevano più un lavoro. La Bethune fece pressione sull'organizzazione in modo determinato ed efficace per il coinvolgimento delle minoranze ottenendo nel 1936 un incarico a tempo pieno come assistente. In due anni, la Bethune fu nominata alla carica di Direttore della Division of Negro Affairs, e come tale, divenne la prima donna afroamericana dirigente di una agenzia federale.
Era responsabile della concessione di fondi della NYA per il finanziamento di programmi scolastici per gli studenti neri. Era l'unica dirigente di colore della NYA incaricata della concessione di finanziamenti. Ottenne che i college neri partecipassero al Civilian Pilot Training Program che fece conseguire il brevetto ai primi piloti afroamericani.
Colpito dal suo talento, il direttore del NYA, dichiarò nel 1939 che "Nessuno poteva fare quello che la signora Bethune faceva".
La determinazione della Bethune spinse i funzionari statali a riconoscere l'esigenza di promuovere le condizioni di impiego per i giovani di colore. Il rapporto finale del NYA, pubblicato nel 1943, affermava che, "più di 300 000 giovani neri, uomini e donne, avevano ricevuto un impiego e addestramento al lavoro con progetti NYA. Questi progetti aprirono a questi giovani, opportunità di formazione e permise alla maggioranza di loro di qualificarsi per lavori fino a quel tempo a loro preclusi".
All'interno dell'amministrazione, la Bethune usò la sua posizione di Director of Negro Affairs per promuovere la nomina di funzionari neri della NYA in posizioni di potere politico. Gli assistenti amministrativi della Bethune erano numerosi e servivano da collegamento tra la National Division of Negro Affairs e le agenzie NYA a livello statale e locale. L'elevato numero di assistenti amministrativi mise a disposizione una ragionevole forza lavoro comandata dalla Bethune. Questo contribuì a migliori opportunità di lavoro e stipendio in altri incarichi.
Durante il suo mandato la Bethune spinse i dirigenti nazionali ad approvare anche un programma di educazione ai consumi per i neri, una fondazione per bambini neri disabili e pianificò la compilazione di studi che riguardavano comitati educativi dei lavoratori neri. Tuttavia, questi programmi furono respinti dai funzionari nazionali a causa dei finanziamenti inadeguati e il timore di duplicare il lavoro delle agenzie governative private.
La NYA venne chiusa nel 1943.

### Black Cabinet
Bethune svolse un doppio ruolo come amica intima e fedele di Eleanor e Franklin Roosevelt. Eleanor Roosevelt rispettava la Bethune giungendo a fare modificare le regole di segregazione in occasione della Southern Conference on Human Welfare nel 1938, che si tenne a Birmingham, in Alabama: su richiesta di Roosevelt, Eleanor poté sedere accanto alla Bethune. Roosevelt di frequente si riferì alla Bethune come "alla sua migliore amica tra le persone che avevano la sua età".
La Bethune, a sua volta si incaricò di diffondere il messaggio del Partito democratico tra gli elettori neri, e allo stesso tempo riferiva i problemi dei neri di cui veniva a conoscenza ai Roosevelt. Aveva libero accesso alla Casa Bianca grazie al suo rapporto con la First Lady. Questo la spinse a formare una coalizione di leader di organizzazioni nere chiamato il Federal Council on Negro Affairs, ma che divenne noto come il Black Cabinet.
Il Black Cabinet doveva servire come comitato consultivo per l'amministrazione Roosevelt sui problemi delle persone di colore in America. Egli scelse afroamericani di talento e diede loro incarichi di rilievo nelle agenzie federali, creando il primo collettivo di neri che per la prima volta occupava nel governo posizioni importanti. Questo servì anche per dimostrare agli elettori che l'amministrazione Roosevelt aveva a cuore i problemi della gente di colore. Il gruppo si riuniva nell'ufficio o nella casa della Bethune; gli incontri erano informali, raramente venivano stilati verbali. Anche se come consulenti ebbero un ruolo marginale nelle decisioni della linea politica, sono stati una leadership rispettata tra gli elettori neri e furono in grado di influenzare nomine politiche e l'erogazione di fondi alle organizzazioni che potevano concedere benefici agli afroamericani.

### Diritti civili
Quando la Chiesa Metodista facilitò la fusione della Daytona Normal and Industrial School e il Cookman College for Men nel Bethune-Cookman College, la Bethune divenne un membro della chiesa. Tuttavia, la chiesa fu in gran parte segregazionista nel sud, formando due distinte sette religiose. La Bethune fu una figura di primo piano nella principale Florida Conference per neri, e anche se lavorò per integrare la Methodist Episcopal Church, South, in maggioranza bianca, contestò i progetti iniziali per l'integrazione perché stabilivano sfere di competenza distinte in base alla razza.
Dedicò la sua vita all'educazione di entrambi bianchi e neri sui meriti e necessità della gente nera, scrivendo nel 1938: "Se la nostra gente ha combattuto fino a liberarsi dalla schiavitù dobbiamo armarli con la spada, il riparo e lo scudo dell'orgoglio - la fiducia in sé stessi e nelle loro possibilità, basati su una solida conoscenza delle conquiste del passato"
e un anno dopo, "Non solo il bambino negro, ma i bambini di tutte le razze dovrebbero leggere e conoscere i risultati, le realizzazioni e le opere dei neri. La pace nel mondo e la fratellanza sono basate su una comune comprensione dei contributi e delle culture di tutte le razze e religioni".
Uno dei suoi metodi più efficaci per raggiungere questo obiettivo fu quello di aprire la sua scuola la domenica ai turisti di Daytona Beach, mostrando le realizzazioni dei suoi studenti, ospitando relatori nazionali sui problemi dei neri e accettando donazioni. Questi incontri comunitari erano volutamente aperti a tutte le razze. Un adolescente nero a Daytona all'inizio del XX secolo, ricorda l'aspetto più notevole: "Partecipavano molti turisti, seduti ovunque ci fossero posti vuoti. Non c'era una sezione separata per i bianchi".
Sul ribaltamento costituito dalla sentenza Plessy v. Ferguson della Corte Suprema degli Stati Uniti, la Bethune colse l'occasione per difendere la decisione scrivendo la sua opinione sul Chicago Defender nel 1954:
(Paul Finkelman, Encyclopedia of African American history, 1896 to the present)

## Onori
Nel 1930, la giornalista Ida Tarbell incluse la Bethune come decima nella sua lista delle donne più grandi d'America.
Bethune ricevette la Medaglia Spingarn nel 1935 dalla National Association for the Advancement of Colored People (NAACP).
Mary McLeod Bethune fu l'unica donna nera presente alla fondazione delle Nazioni Unite a San Francisco nel 1948, rappresentando la NAACP di W. E. B. Du Bois e Walter White. Nel 1949 divenne la prima donna ad avere la Medal of Honor and Merit alla Haitian Exposition, il maggiore riconoscimento concesso da Haiti.
Fu una degli emissari degli Stati Uniti per l'insediamento del presidente William V.S. Tubman in Liberia nel 1949. Era anche membro onorario della sorority Delta Sigma Theta.
Il 18 maggio 1955, la Bethune morì di infarto.
La sua morte fu commentata in articoli nei giornali di tutta l'America. Il Black Dispatch di Oklahoma City scrisse che era: "La numero uno per tutti coloro che hanno fede negli americani e nel processo democratico". L'Atlanta Daily World scrisse che la sua vita era: "Una delle carriere più emozionanti mai viste in qualsiasi momento sul palcoscenico delle attività umane". E nel Pittsburgh Courier venne scritto, "In qualsiasi razza o nazione sarebbe stata una personalità eccezionale e ha dato un notevole contributo perché la caratteristica principale era la sua anima indomabile". Ebbe le lodi anche dalle principali testate giornalistiche. Il Christian Century suggerì che "la storia della sua vita dovrebbe essere insegnata a tutti i bambini delle scuole per le generazioni a venire". Il New York Times osservò che era, "uno dei fattori più potenti per la crescita della buona volontà di convivenza interrazziale in America". Per il Washington Post: "Così grande era il suo dinamismo e la forza che era quasi impossibile resisterle... Non solo il suo popolo, ma tutta l'America è stata arricchita e nobilitata dal suo coraggioso, esuberante spirito." Il suo giornale locale, il Daytona Beach Evening News scrisse: "Ad alcuni sembrava irreale, qualcosa che non poteva essere... Che diritto aveva alla grandezza?... La lezione di vita della signora Bethune è che il genio non conosce barriere razziali".

## Vita privata

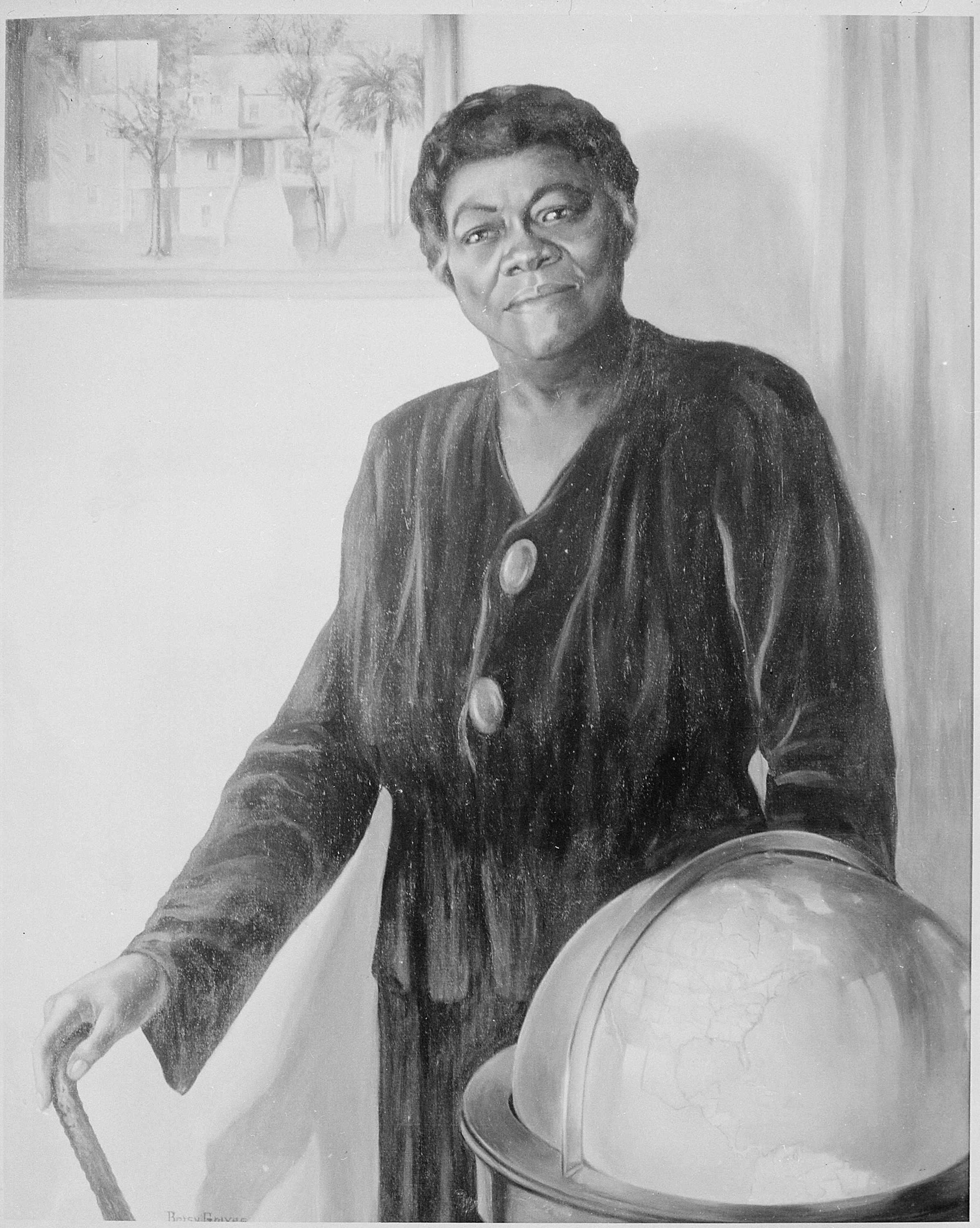
La Bethune dipinta da Betsy Graves Reyneau.

La Bethune era alta cinque piedi e quattro pollici (1 metro e 62 centimetri), una figura matronale anche a 30 anni. A differenza di altre personalità di colore che avevano una pelle più chiara, la Bethune aveva una pelle scura; spesso è stata descritta come di carnagione color "ebano". Portava con sé un bastone, non perché ne avesse bisogno, ma per il suo effetto. Diceva che le dava "fascino". Era astemia e predicò la temperanza per gli afroamericani, rimproverando i neri ubriachi che incontrava in pubblico.
La Bethune dichiarò più di una volta che la scuola e gli studenti di Daytona erano la sua prima famiglia e che suo figlio e i congiunti venivano per secondi. I suoi studenti spesso la chiamavano "Mama Bethune".
La sua capacità di ottenere quello che voleva fu una costante del suo carattere per tutta la sua vita. Dr. Robert Weaver, che lavorò con lei nel Black Cabinet di Roosevelt disse di lei: "Aveva il dono meraviglioso di mostrare una vulnerabilità femminile ma raggiungeva il suo scopo con una inflessibilità maschile".
Ma quando un bianco di Daytona minacciò con un fucile Winchester gli studenti della Bethune che passeggiavano davanti alla sua abitazione, la Bethune placò a stento la sua collera.
Il direttore dell'Ospedale McLeod ricordava che "La signora Bethune lo trattò con cortesia e sviluppò tanta simpatia in lui che arrivò a proteggere i bambini, fino al punto di minacciare: 'Se qualcuno dà fastidio alla vecchia Mary, io la proteggerò con la mia vita'".
L'autosufficienza è stata una priorità per tutta la sua vita. La Bethune investì in diverse imprese nella sua vita compreso il Pittsburgh Courier, un giornale nero, e diverse compagnie di assicurazione sulla vita e ne fondò una: la Central Life Insurance of Tampa. Quando ai neri non era permesso frequentare la spiaggia, lei e diversi altri imprenditori realizzarono la Paradise Beach, acquistando un tratto di spiaggia di 2 miglia (3,2 km) e le proprietà circostanti, suddividendo la proprietà, vendendola a famiglie di colore e consentendo alle famiglie di bianchi di frequentarla. La Paradise Beach fu successivamente rinominata Bethune-Volusia Beach. Era anche proprietaria per un quarto del Welricha Motel a Daytona.

## Eredità

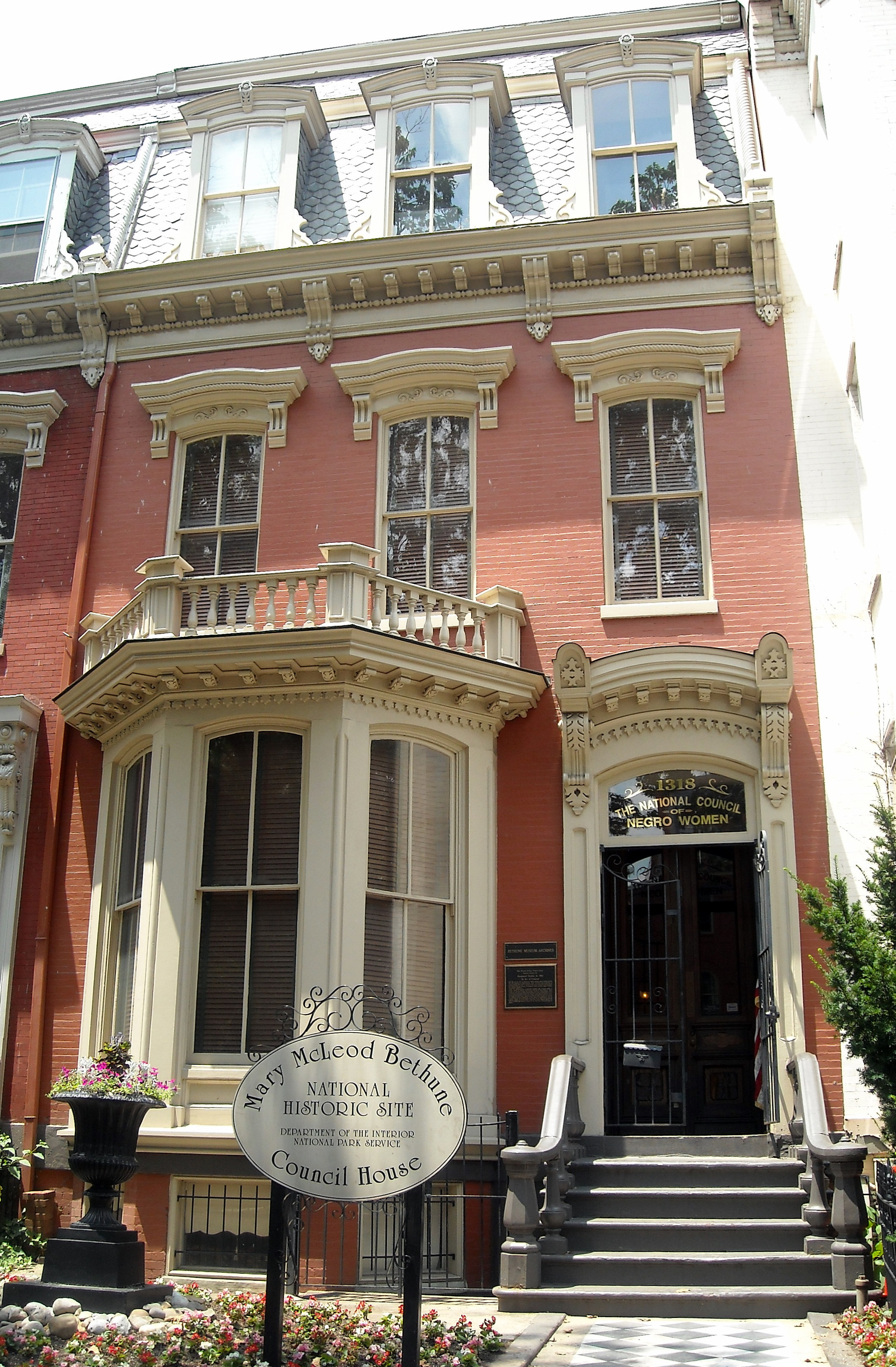
La Mary McLeod Bethune Council House (National Historic Site a Washington, DC).

Nel 1973, Mary McLeod Bethune è stata inserita nella Hall National Women of Fame.
Nel 1974, una scultura è stata eretta in suo onore a Lincoln Park, Washington, DC dallo scultore Berks Robert. Un passo dal suo "testamento" è inciso su un lato:
(Molefi Kete Asante, African intellectual heritage: a book of sources)
Circa 250.000 persone hanno partecipato alla cerimonia di inaugurazione, tra cui Shirley Chisholm, la prima donna afroamericana eletto al Congresso.
Nel 1985 la US Postal Service ha emesso un francobollo in suo onore.
Nel 1989 la rivista Ebony Magazine la elencava nella lista delle "50 figure più importanti nella storia nera degli Stati Uniti", e di nuovo nel 1999, la Ebony Magazine incluse Mary McLeod Bethune tra le 100 donne nere più affascinanti del XX secolo.
Nel 1991, l'International Astronomical Union, in suo onore, nominò Bethune Patera un pianeta di Venere.
Nel 1994, il National Park Service ha acquistato l'ultima residenza della Bethune,
la Council House al 1318 di Vermont Avenue, NW: il quartier generale della NACW. È diventato il Mary McLeod Bethune Council House National Historic Site.
Varie scuole hanno avuto il suo nome, in suo onore, a Los Angeles, Dallas, Palm Beach (Florida), Moreno Valley (California), Minneapolis, Fort Lauderdale, Atlanta, Filadelfia, Folkston e College Park (Georgia), New Orleans, Rochester (New York) e Jacksonville, in Florida.
Nel 2002, lo studioso Molefi Kete Asante mise Mary McLeod Bethune nella sua lista dei 100 più grandi afroamericani.
Nel 2004, la Bethune-Cookman University ha celebrato il suo 100º anniversario. Si trova attualmente in 82,2 acri (332 700 m²) a Daytona Beach. Ora ci sono 40 edifici che ospitano più di 3 000 studenti provenienti da quasi tutti gli Stati Uniti e 35 paesi, e la scuola si trova sul Mary McLeod Bethune Boulevard, che in passato si chiamava 2nd Avenue. L'università dispone di 35 insegnamenti major in sei scuole principali: arti e discipline umanistiche, economia, pedagogia, assistenza infermieristica, scienze sociali e ingegneria. Sul sito dell'università si afferma che "la visione del fondatore rimane in bella vista oltre cento anni dopo. L'istituzione perdura in modo che altri possano migliorare i loro talenti, cuori e capacità manuali".
Il vice presidente dell'università ricorda la sua eredità ricordando: "Al tempo della signora Bethune, questo era l'unico posto nella città di Daytona Beach, dove bianchi e neri potevano sedere nella stessa stanza e godere di quello che lei chiamava 'gemme degli studenti': le loro recite e canti. Era una persona in grado di unire le persone di colore e bianche".
C'è una targa a Maysville, Sumter County, Carolina del Sud per commemorare la sua città natale.